# Karl Lashley
Karl S. Lashley (Davis, Virginia Occidental, 1890-1958) fue un psicólogo conductista estadounidense, famoso por su contribución al estudio del aprendizaje y a la memoria. Su fracaso para encontrar una posición única de manera biológica del origen de la memoria en el cerebro (o el "engrama", como lo llamaba él) le sugirió que el recuerdo no estaba localizado en una parte del cerebro, sino que estaba anchamente distribuido a través del córtex.
Mientras trabajaba en la Universidad Johns Hopkins, Karl Lashley llegó a ser colega de John B. Watson. Durante tres años de postdoctorado en la conducta de los vertebrados (1914-1947), comenzó a formular la búsqueda que le ocupó el resto de su vida.
En 1920 llega a ser becario profesor en la Universidad de Minnesota, Mineápolis, donde su estudio prolífico del cerebro le lleva a ganar un puesto como profesor en 1924. Más tarde, fue profesor en la Universidad de Chicago (1929-1935) y en la Universidad de Harvard (1935-1955) y también sirvió como director de los Laboratorios Yerkes de Biología de los primates, Orange Park, Florida desde 1942 hasta 1955.
Su trabajo incluyó búsquedas del mecanismo del cerebro relacionado con los receptores sensoriales con la base cortical de las actividades motoras. Estudió muchos animales, incluso primates, pero su principal trabajo fue logrado en la medición del comportamiento antes y después del específico daño cerebral en ratas. Enseñaba a las ratas para realizar tareas específicas (presión de una manilla, por ejemplo), luego lesionaba áreas específicas del córtex de la rata, tanto antes como después de que los animales recibieran el entrenamiento. Las lesiones corticales tenían efectos específicos en la adquisición y retención del conocimiento.
Por 1950, Lashley había dividido sus investigaciones en dos teorías. La principal "acción en masa" postulaba que las acciones del cerebro y su córtex funcionaban como un único ente holístico en muchos tipos de aprendizaje. El principio de "equipotencialidad" postulaba que si ciertas partes del cerebro eran dañadas, otras partes del cerebro podrían ocupar el rol de las partes dañadas, reconfigurar la estructura cerebral para reemplazar las funciones de las que se encargaban las estructuras cerebrales dañadas.

## Publicaciones
- 1923 "The behavioristic interpretation of consciusness"
- 1929 "Brain mechanisms and intelligente"
- 1930 "Basic neural mechinsom in behavior" Psychological Review
- "The problem of serial order in behavior"

- Datos: Q603678